# قرانيا السويد
قرانيا السويد (الاسم العلمي: Cornus suecica)، عشبة معمرة من فصيلة القرانية. أعطانها في المناطق الباردة والمعتدلة والشبه القطبية في أوروبا وآسيا، وأيضًا محليًا في أقصى شمال شرق وشمال غرب أمريكا الشمالية.